# Roraimamus
Roraimamus (Podoxymys roraimae) är ett däggdjur som beskrevs  1929 av Harold Elmer Anthony. Den placeras som ensam art i släktet Podoxymys, som ingår i familjen hamsterartade gnagare. IUCN kategoriserar arten globalt som sårbar. Inga underarter finns listade.

## Utseende och anatomi
Roraimamusen har en kroppslängd (huvud och bål) på cirka 10 cm och därtill en ungefär lika lång svans. Den mjuka pälsen är mörk, nästan svart, och öronen är ibland dolda av pälsen. Ögonen är små och framtassarna har långa klor. På den mörkbruna svansen förekommer bara några glest fördelade hår. Roraimamusen har en diploid kromosomuppsättning med 16 kromosomer (2n=16).

## Utbredning och habitat
Arten förekommer vid platåberget Monte Roraima i gränsområdet mellan Brasilien, Guyana och Venezuela. Den lever vanligtvis mellan 1500 och 2000 meter över havet men når ibland upp till 2600 meter över havet. Regionen är täckt av skog med mossa som undervegetation. Det vanligaste trädet i utbredningsområdet är Bonnetia roraimae. Arten besöker även angränsande buskskogar och gräsmarker.

## Ekologi
Det finns bara ett fåtal fynd och därför är inget känt om levnadssättet. Utifrån dess långa långa klor på framtassarna antas det att arten delvis har ett grävande levnadssätt.